# 且末机场
且末机场是新疆且末的一座民用机场，建于1978年，1979年6月开始通航。海拔1252米，跑道长1700米，可供ATR-72型飞机起降。因服务期满，该机场于2011年5月停航，被2016年建成的且末玉都机场取代。